# Тата у бегу
Тата у бегу или Си дед ран (енгл. See Dad Run) америчка је играна ТВ комедија ситуације коју су Тина Албаниз и Патрик Лабјорто створили за Никелодион.
У Србији, Црној Гори, Републици Српској и Северној Македонији серија је премијерно приказана на каналу Комеди сентрал екстра, титлована на српски језик, под називом Тата у бегу. Титл је радила компанија Ес-Ди-Ај мидија. Никелодион ХД је кренуо са емитовањем серије 2018. године, са синхронизацијом на српском језику, под називом Си дед ран. Синхронизацију је радио студио Голд диги нет. Српска синхронизација нема ДВД издања.

## Епизоде
| Сезона | Сезона | Епизоде | Премијерно приказивање (САД) | Премијерно приказивање (САД) | Премијерно приказивање (Србија) | Премијерно приказивање (Србија) |
| Сезона | Сезона | Епизоде | Прва епизода                 | Последња епизода             | Прва епизода                    | Последња епизода                |
| ------ | ------ | ------- | ---------------------------- | ---------------------------- | ------------------------------- | ------------------------------- |
|        | 1      | 20      | 6. октобар 2012.             | 12. мај 2013.                | 2018.                           | TBA                             |
|        | 2      | 15      | 2. јун 2013.                 | 19. јануар 2014.             | TBA                             | TBA                             |
|        | 3      | 16      | 9. фебруар 2014.             | 13. август 2015.             | TBA                             | TBA                             |

## Главни ликови
- Дејвид Хобс је глумац
- Ејми Хобс је Дејвидова жена
- Емили Хобс је Дејвидова и Ејмина најстарија ћерка
- Џо Хобс је Дејвидов и Ејмин син
- Џејни Хобс је Дејвидова и Ејмина најмлађа ћерка
- Кевин Костнер је асистент продуцента Дејвидовог бившег ситкома, који помаже Дејвиду у кући
- Маркус Барнс је главни сценариста Дејвидовог бившег ситкома, који живи преко пута.

## Улоге
| Лик              | Глумац/ица        | Српски глас        |
| ---------------- | ----------------- | ------------------ |
| Дејвид Хобс      | Скот Бајо         | Стеван Пиале       |
| Ејми Хобс        | Алана Убах        | Софија Јуричан     |
| Емили Хобс       | Рајан Њумен       | Марија Огњеновић   |
| Џо Хобс          | Џексон Брандиџ    | Данко Ђорђевић     |
| Џејни Хобс       | Бејли Мишел Браун | Тиња Дамњановић    |
| Кевин Костнер    | Реми Јусеф        | Огњен Мићовић      |
| Маркус Барнс     | Марк Кури         | Ђорђе Марковић     |
| Мери Барнс       | Џејлен Барон      | Анђела Џаферовић   |
| Шарлот           | Аливија Алин Линд | Дарија Врачевић    |
| Аманда           | Бебе Вуд          | Ивана Тењовић      |
| Беа              | Бриџет Шергалис   | Ана Поповић        |
| Тејлор           | Бријан Ју         | Ивана Тењовић      |
| Оливија          | Даника Јарош      | Марија Стокић      |
| Метју Пирсон     | Лук Бенвард       | Матеја Вукашиновић |
| Рики Адамс       | Џејмс Маслоу      | Милан Антонић      |
| Тед Макгинли     | Тед Макџинли      | Драган Вучелић     |
| Ксандер Макгинли | Џек Грифо         | Предраг Дамњановић |